# Шевелюк Борис Андрійович
Борис Андрійович Шевелюк (нар. 18 жовтня 1978) — український футболіст, який грає на позиції півзахисника і нападника. Відомий за виступами у низці українських клубів, а також у вищому дивізіоні чемпіонату В'єтнаму за клуб «Донгтхап» та першому білоруському дивізіоні за клуб «Ведрич».

## Клубна кар'єра
Борис Шевелюк розпочав заняття футболом у ДЮСК «Кристал» в Олександрії, пізніше продовжив вдосконалення своєї майстерності в міській ДЮСШ-2, а пізніше в дніпропетровському ДВУФК. Дебютував молодий футболіст у професійному футболі на початку сезону 1995—1996 років у друголіговому клубі «Каховка», другу половину сезону розпочав у іншому друголіговому клубі «Система-Борекс», а закінчив сезон у клубі першої ліги «Хімік» із Сєвєродонецька. Пізніше Шевелюк виступав у складі аматорського клубу «Локомотив» із Знам'янки. У 1997—1998 роках футболіст грав у складі клубу з першого білоруського дивізіону «Ведрич». На початку 2000 року Шевелюк грав у складі нижчолігового російського клубу «Спартак» з Анапи, а в другій половині року повернувся до України, де до кінця року грав за першоліговий клуб «Волинь». На початку 2001 року Борис Шевелюк став гравцем друголігової «Десни», грав у чернігівській команді до кінця року, після чого перейшов до іншого друголігового клубу «Вуглик». Після цього протягом 2003 — на початку 2004 року футболіст грав за аматорські команди «Факел» з Варви та «Європа» з Прилук. У 2004 році Борис Шевелюк отримав запрошення від в'єтнамського клубу вищого дивізіону «Донгтхап», після завершення виступів у В'єтнамі футболіст грав за аматорський клуб «Сокіл» з Бережан. З початку 2005 року Шевелюк грав за друголіговий клуб «Дністер» з Овідіополя, який став його останнім професійним клубом. У 2009 році Борис Шевелюк грав за аматорський клуб «УкрАгроКом», з 2010 по 2019 грав за аматорський клуб «Діназ» із Вишгорода. З 2020 року Борис Шевелюк став гравцем вишгородської «Чайки».